# Собор Святого Марка (Каир)
Собор Святого Марка Коптской Православной Церкви находится в Каире, столице Египта. Это резиденция главы Коптской православной церкви. Он был построен при 116-м патриархе Коптской православной церкви Кирилле VI Александрийском и был открыт им в 1968 году.

## Описание
Собор назван в честь святого евангелиста Марка, являющегося апостолом Иисуса Христа и основателем Коптской церкви. Его мощи хранятся внутри собора. Это самый крупный собор в Африке и на Ближнем Востоке. Храм рассчитан на 5000 прихожан.

### Архитектура

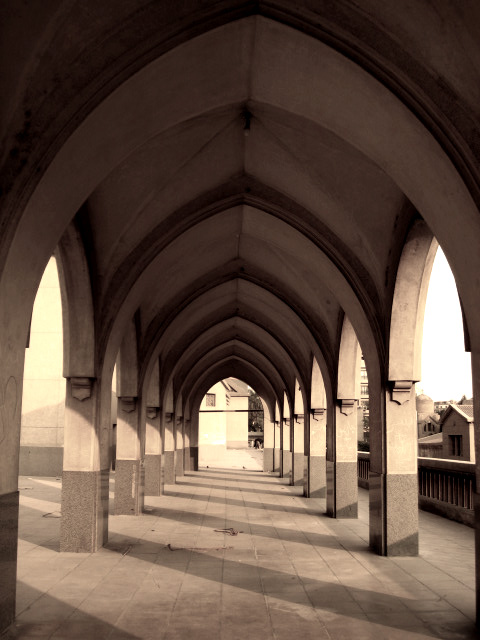
Аллея рядом с собором.

Собор считается уникальным образцом эволюции коптской архитектуры, включающей в себя семь церквей. Некоторые из них имеют большую историческую ценность, например англ. Anba Rouis' Church.

## История

### История землевладения
Исторически земля, на которой стоит собор, на протяжении веков использовалась в качестве кладбища коптов.
Земля была предоставлена Коптской православной церкви в 969 году в качестве замены земле, которая была взята у церкви под постройку дворца Аль-Муизза Лидиниллаха в рамках планирования новой столицы Египта, Каира.
В течение двенадцатого века на территории было десять коптских церквей, но 18 февраля 1280 года, в период правления Калауна аль-Мансура, они были разрушены гонителями коптов. Две церкви были восстановлены позже, в правление его сына.
В 1943 году губернатор Каира попытался экспроприировать землю для общественного пользования. Генеральный совет конгрегации, возглавляемый в то время Ирисом Хабибом Аль-Масри, выдвинул протест, который был удовлетворён с условием, что в течение 15 лет на участке будет построено некоммерческое здание. Это условие стимулировало строительство собора.

### Строительство
Постройкой руководил известный коптский инженер Мишель Бакхоум.

### Мощи Святого Марка
До завершения собора, Римско-католический понтифик, папа Павел VI, вернул часть мощей Святого Марка, которые были вывезены из Египта в Венецию в 828 году. Эти реликвии были доставлены в новопостроенный собор и помещены в специально построенный придел в светлых тонах с коптскими иконами. Они до сих пор остаются там.

### Церемония освящения
Освящение собора Святого Марка состоялось 25 июня 1968 года. В церемонии приняли участие президент Египта Гамаль Абдель Насер, Эфиопский император Хайле Селассие, иностранное духовенство из других церквей.

### Теракт 11 декабря 2016 года
11 декабря 2016 года, во время мусульманского праздника Мавлид, у часовни рядом с собором произошёл теракт, в результате которого, по официальному сообщению Минздрава Египта, погибло 23 и пострадало ещё 49 человек.

## Захоронения

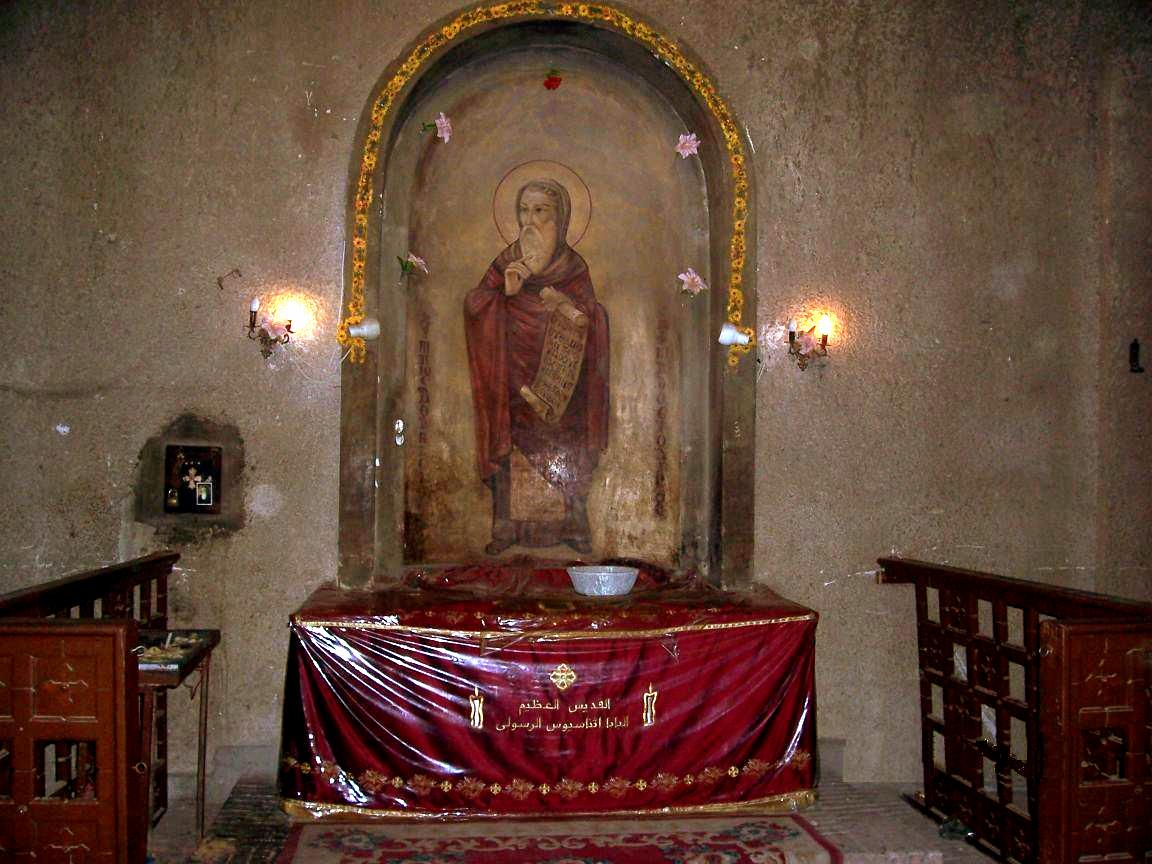
придел Святителя Афанасия